# You're Never Alone with a Schizophrenic
You're Never Alone with a Schizophrenic è il quarto album di Ian Hunter. L'album vede la collaborazione con la band di Bruce Springsteen, la E Street Band. È considerato da molti il migliore lavoro discografico di Hunter.

## Tracce

### Lato A
1. "Just Another Night" (Hunter, Mick Ronson) - 4:36
2. "Wild East" - 3:58
3. "Cleveland Rocks" - 3:48
4. "Ships" - 4:11
5. "When the Daylight Comes" - 4:27

### Lato B
1. "Life After Death" - 3:49
2. "Standing in my Light" - 4:35
3. "Bastard" - 6:37
4. "The Outsider" - 5:57

## Musicisti
- Ian Hunter – voce, chitarra, pianoforte, Moog, ARP, organo, cori, percussioni
- Mick Ronson – chitarra, seconda voce principale in "When the Daylight Comes", cori, percussioni
- Roy Bittan – ARP, organo, Moog, pianoforte, cori
- Max Weinberg – batteria
- Garry Tallent – basso
- John Cale – pianoforte & ARP in "Bastard"
- George Young – sax tenore
- Lew Delgatto – sax baritono
- Ellen Foley – cori
- Rory Dodd – cori
- Eric Bloom – cori